# Huân chương Saemaeul
Huân chương Saemaeul (Huân chương Nông thôn mới) (Hangul: 새마을훈장, Hanja: 새마을勳章) là một huân chương của Đại Hàn Dân Quốc được trao cho các cá nhân có đóng góp cho sự phát triển xã hội thông qua phong trào vận động Saemaeul.

## Lịch sử
Huân chương Saemaeul được lập theo nghị định số 2447 ngày 25 tháng 1 năm 1973, Đến ngày 1 tháng 11 cùng năm, thiết kế của huân chương được phê chuẩn dưới chỉ thị ban hành luật số 6916. Đến 23 tháng 1 năm 1984, huân chương Saemaeul có một vài sửa đổi theo chỉ thị ban hành số 11336.

## Các hạng
Huân chương Saemaeul bao gồm 5 hạng:
1. Tự lập (Jarip, Hangul: 자립장, Hanja: 自立章)
2. Tự động (Jajo, Hangul: 자조장, Hanja: 自助章)
3. Hiệp đồng (Hyeopdong, Hangul: 협동장, Hanja: 協同章)
4. Cần miễn (Geunmyeon, Hangul:근면장, Hanja: 勤勉章)
5. Nỗ lực (Noryeok Medal, Hangul: 노력장, Hanja: 努力章)

| Ruy băng    |            |                 |                 |               |
| Jarip Medal | Jajo Medal | Hyeopdong Medal | Geunmyeon Medal | Noryeok Medal |

## Những người được trao
- Kim Yong-ki